# Viljem Tell
Viljem Tell (nemško Wilhelm Tell; francosko Guillaume Tell; italijansko Guglielmo Tell) je legendarni heroj, katerega resnični (zgodovinski) obstoj je vprašljiv. Živel naj bi v zgodnjem 14. stoletju, v švicarskem kantonu Uri.

## Legenda
Viljem  Tell iz Bürglena je bil znan kot izvrsten strelec s samostrelom. V njegovem času so Habsburžani hoteli zavzeti Uri. Hermann Gessler, novonastavljeni avstrijski Vogt (glavar) Altdorfa je na glavnem vaškem trgu dvignil drog, na vrh katerega je obesil svoj klobuk. Zahteval je, da se vsi vaščani pred njim priklonijo. Ko je šel mimo njega Tell, ne da bi se priklonil, so ga aretirali. Naložili so mu kazen, naj z glave svojega sina Walterja sestreli jabolko. V nasprotnem primeru bi usmrtili oba. Tellu so obljubili svobodo, če sestreli jabolko. 18. novembra 1307 je Tell brez nezgode z enim samim strelom preklal sadež na pol. Gessler ga je nato vprašal, zakaj ima v toku še eno puščico. Tell mu je odvrnil, da bi v primeru, da bi svojega sina zadel, svoj lok obrnil nanj. Gesslerja je ta komentar tako razjaril, da je Tella dal ukleniti in ga z ladjo poslal na svoj grad v Küssnacht. V nevihti na Vierwaldstadtskem jezeru je Tellu uspelo pobegniti. Po kopnem je odšel v Küssnacht, počakal na prihod Gesslerja in ga z lokom ubil. 
Tellovo kljubovanje je zanetilo upor, ki je pripeljal do ustanovitve stare švicarske konfederacije, predhodnice švicarske države.
Viljem Tell naj bi se leta 1315 boril v bitki pri Morgartnu. Umrl naj bi leta 1354, med poskusom reševanja utapljajočega se otroka iz gorske reke Schächenbach v Uriju. Obstaja tudi freska iz leta 1582 v kapeli v Bürglenu, ki prikazuje dogodek.

### Motiv
Viljem Tell je tudi naslov zadnje Rossinijeve opere (1829), ki je nastala po literarni predlogi - drami Wilhelm Tell Friedricha Schillerja.